# Mauro Picotto
Mauro Picotto (Cavour, 1966. december 25. –) olasz lemezlovas és zenei producer.

## Életpályája
Torino közelében született. Zenei képzésben sosem részesült. Ez időben főként remixeket készített több előadónak, például Josh Wink, Capella, 49-ers, Pet Shop boys, Freddy Mercury, Felix, Jimmy Sommerville. Több zenei stílust kipróbált az évek alatt: mediterran progressive, trance, hardtrance, techno, elektro, stb. 90-es évek közepén gyerekkori barátjával Gigi D'Agostinóval járta a klubokat és több közös szerzeményt is kiadtak. Később szétváltak. Torinótól félórányira lakik egy csendes faluban feleségével és lányával. Ma már a világ egyik legismertebb producere és DJ-je. 2004-ben megalapította a „meganite” partisorozatot, amelynek során alkalmanként 40 ezer ember előtt zenél.

## Pályafutásának főbb állomásai
- 1985: az első fellépések
- 1988: pályafutásának első mérföldköve, ugyanis bejutott a DMC (DJ mix bajnokság)döntőjébe.
- 1989: az igazi áttörés, hiszen Mauro megnyerte minden DJ álmát a Walky Cup”-ot.
- 1990: Az olasz „media records” felfigyel rá és innentől tagja a kiadónak.
- 1991: első saját szerzeménye a „We gonna get it” is jelentős sikereket ért el hazájában.
- 1996: Gigi D'Agostino és Mauro Picotto közös szerzeménye a listák elején
- 1996: „Bakerloo Symphony” kislemez 8 hétig vezette az olasz listákat.
- 1998: ekkor jelent meg elsőnek a nagy sikerű "Lizard" felvétel.
- 2003: Új saját label „ALCHEMY”
- 2004: Meganite Partysorozat

## Álnevei
MP8, R.A.F. By Picotto, Axcel, Brahama, Colours, CRW, Fits Of Gloom, Lava, Lesson Number 1, Mario Più & Mauro Picotto, Mauro Picotto & Riccardo Ferri, Megamind, Megavoices, Mig 29, No N@me, P.W.M., R.A.F., Sharada House Gang, Sosa, T.S.O.B., Tom Cat, Venice, Wagamama, With It Guys, WWW, XPW.

## Diszkográfiája

### Albumok
- The Album, The Double Album, The Triple Album (Special Edition) (2000)
- The Others (2002)
- Live in Ibiza (2002)
- Superclub (2006)
- (Now & Then) (2007)

### Singles
- My House/Bakerloo Symphony (1996)
- The Test (1996)
- Angel’s Symphony (1996)
- Psychoway (1997)
- Honey (1998)
- Lizard (1998)
- Lizard (Gonna Get You) (1999) UK #27
- Lizard (Gonna Get You) (Remix) (1999) UK #33
- Iguana (1999) UK #33
- Noise Maker Volume 2 (1999)
- Pulsar (1999)
- E.P. Vol.1 (2000)
- E.P. Vol.2 (2000)
- Komodo (2000) UK #13
- Bug/Eclectic (2000)
- Come Together (2000)
- Pegasus (2000)
- Proximus (2000)- heavily samples "Adiemus" by Adiemus
- Like This Like That (2001) UK #21
- Selected Works / EP (2001)
- Verdi (2001) UK #74
- Awesome!!! (2001)
- Metamorphose E.P. (2001)
- We're Back (2002)
- Pulsar 2002 (2002) UK #35
- Back to Cali (2002) UK #42
- Global Muzik / Liberty Drum (2002)
- Playing Footsie / Amazing (2003)
- Meganite EP (2004)
- Darkroom (2005)
- Funkytech Funkytime (2005)
- Contaminato (2005)
- Evribadi (2007)
- Maybe, Maybe Not (2007)
- Flashing (2008)
- Komonster / Flashing / Rizlard (2008)

Mixlemezek (Compilations)
- Hard Beat, Volume 1: Journey Into Darker Dreams (1997)(Gigi D'Agostino, Mauro Picotto)
- BXR Superclub Compilation Volume 1 (1999)
- Pressure (1999) (Mauo Picotto,Mario Piu)
- Tranceformer 2000 (1999)
- BXR Superclub Compilation Volume 2 (2000)
- The Lizard Man (2000)
- The Sound Of BXR (2000)
- Selected Works / In The Mix (2001)
- Maximal.FM Compilation Vol. 2 (2001)
- In The Mix - Metamorphose (2001)
- Metamorphose & Awesome!!! (2001)
- Rush Hour (2001)
- Italian Techno Master (2002)
- Meganite Compilation (2004)
- Meganite Compilation Volume 2 (2005)
- Meganite Compilation Volume 3 (2006)
- Meganite Ibiza 2007
- Mauro Picotto Presents Meganite Ibiza (2008 2x CD)

## Díjai
- German Dance Awards: Best International DJ, Best Producer, Best Radio Hit
- Danish Dance Awards: Best International DJ
- Ericsson Swiss Dance Awards: Best International DJ
- BBm Magazine Irish Dance Awards: Best International DJ
- Deejay Magazine Spanish Dance Awards Best International DJ
- TMF Dutch Dance Awards: Best International DJ
- RTÉ 2fm Irish Dance Music Awards: Best International DJ
- DJ Awards 2005 Ibiza: Winner
- Voted in the Top 100 DJs in TheDJList.com (USA) and DJ Mag (UK)

## Külső hivatkozások
- Mauro Picotto at Discogs.com
- Mauropicotto.forum